# Fresles
Fresles è un comune francese di 229 abitanti (al 1º gennaio 2022) situato nel dipartimento della Senna Marittima nella regione della Normandia.

## Monumenti e luoghi d'interesse
In città vi è la chiesa di Notre Dame, costruita nel XIII secolo, con affreschi risalenti al XV secolo. Ha un trittico ligneo intagliato raffigurante scene della Passione.

## Società

### Evoluzione demografica
Abitanti censiti